# Баймаков, Фёдор Петрович
Фёдор Петрович Баймаков (1831 год — 1907 год) — российский финансист, владелец банкирской конторы, журналист и биржевой хроникёр, редактор и издатель ряда газет и журналов. Имел звание купца первой гильдии.
В 1864—1868 годах издавал «Коммерческий календарь», составляя его почти единолично.
В 1869—1874 годах вёл биржевую хронику в «Санкт-Петербургских ведомостях»; издавал эту газету с 1875 до 1877 годы, взяв её в аренду после устранения В. Ф. Корша.
В 1874—1875 годах издавал журнал «Финансовое обозрение», где и сам много писал .
Был хозяином обанкротившейся в 1877 году фирмы «Товарищество на вере Ф. П. Баймаков и К°».